# Шпиця Катерина Анатолівна
Катерина Анатоліївна Шпиця (29 жовтня 1985, Перм) — російська актриса театру, кіно і дубляжу, телеведуча, юрист і співачка.

## Життєпис
Народилася 29 жовтня 1985 року в Пермі — РРФСР, СРСР.
Батьки: мати — Галина Федорівна Карповська, адвокат; батько — Анатолій Васильович Шпиця.
До 13 років жила в Інті. Навчалася в Експериментальної французькій школі з поглибленим вивченням іноземних мов.
У 1998 році вступила в театр-студію «КОД» (Перм). Навчалася на юридичному факультеті Пермського державного університету. З п'ятнадцяти років працювала в пермському Камерному театрі «Нова драма» під керівництвом М. А. Оленьової.
Фігурант бази даних центру «Миротворець». Учасниця т.зв. Ялтинського Міжнародного кінофестивалю «Євразійський міст» у 2016 році. Брала участь у зйомках фільму «Ковчег» в окупованій Ялті у 2017 році. 2018 р. зіграла головну роль у фільмі реж. Т. Кеосаяна «Кримський міст. Зроблено з любов'ю!», який пропагував анексію Криму. У 2019 році брала участь у зйомках серіалу «Казанова» — також в окупованому Криму.
Попри це, у лютому 2022 р. виступила проти російського вторгнення в Україну.

## Вибрана фільмографія
- Метро (2013)
- Піддубний (2014)
- Подарунок з характером (2014)
- Ялинки 1914 (2014)
- Екіпаж (2016)
- Жовте око тигра (2018)
- Топі (2021)